# Kermes (hémiptère)
Pour les articles homonymes, voir Kermès.
Genre
Kermes est un genre d’insectes hémiptères appartenant à la super-famille des cochenilles (Coccoidea). Les femelles ont une forme particulièrement globuleuse qui peut induire une confusion avec des galles de Cynipidae. Les femelles de certaines espèces produisent une teinture, appelée « kermes », qui est la source d'un colorant naturel. Ce colorant peut être, suivant l’espèce, brun, beige ou bien rouge vif pour Kermes vermilio (le kermès des teinturiers).

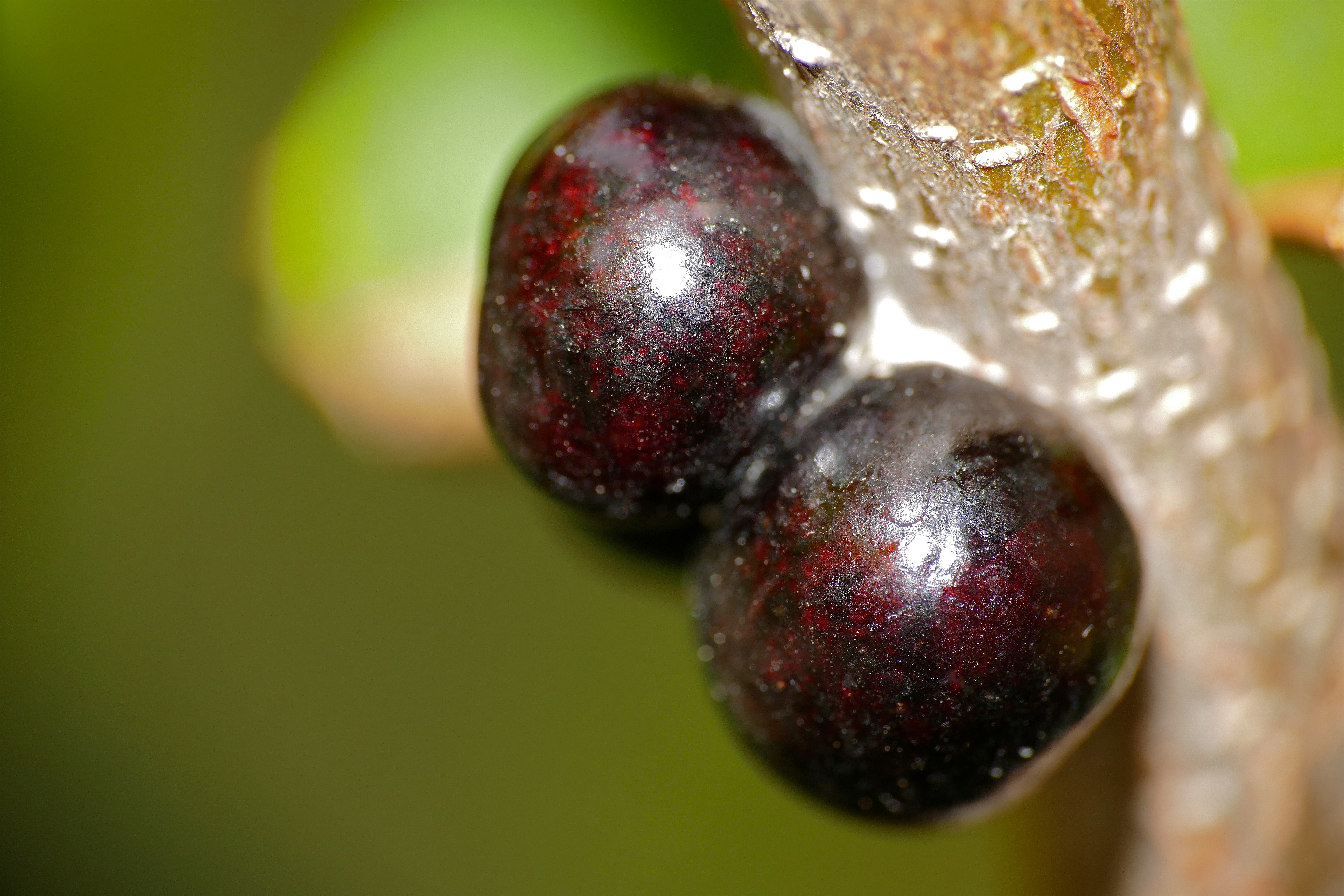
Kermes ilicis
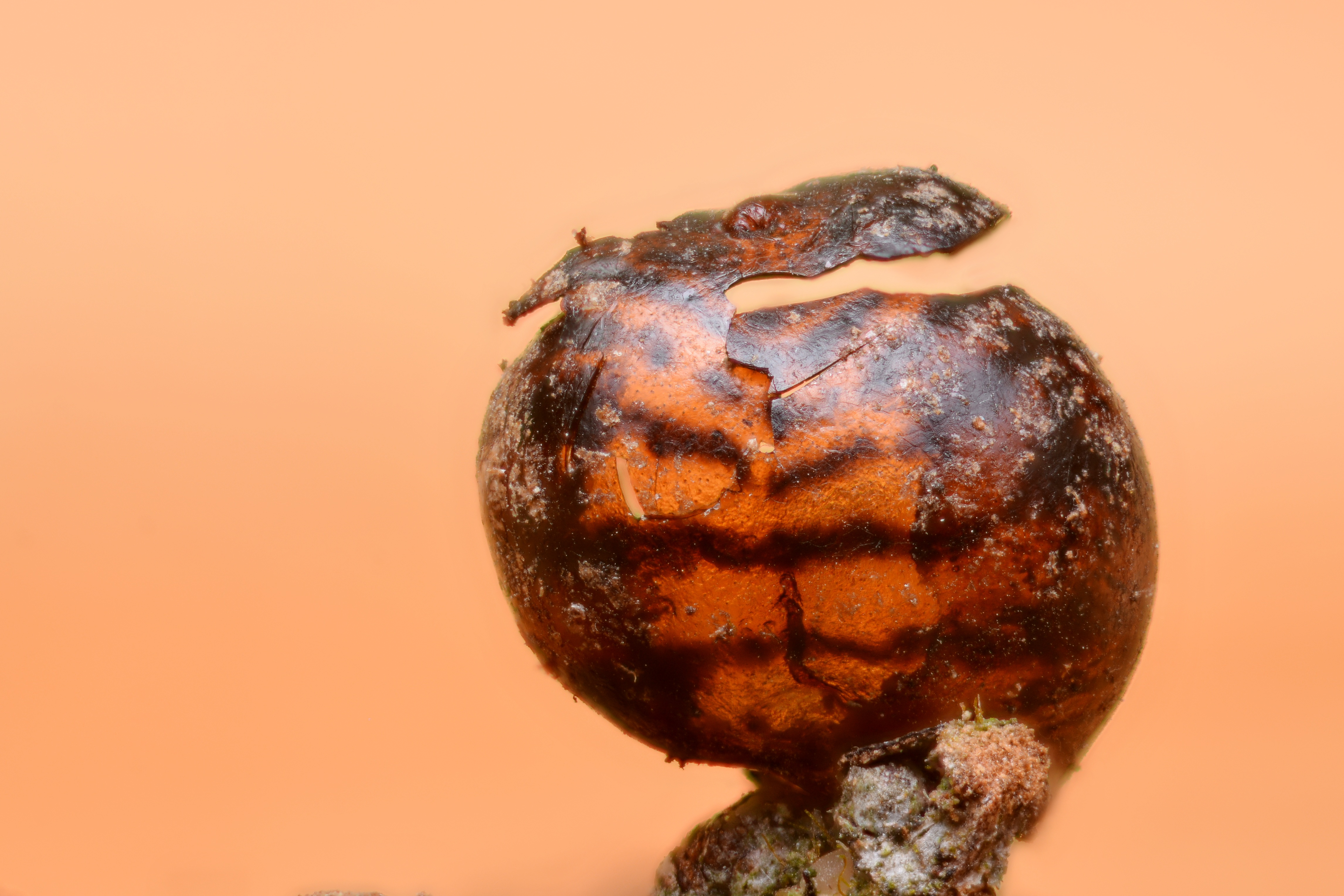
Kermes cfr quercus
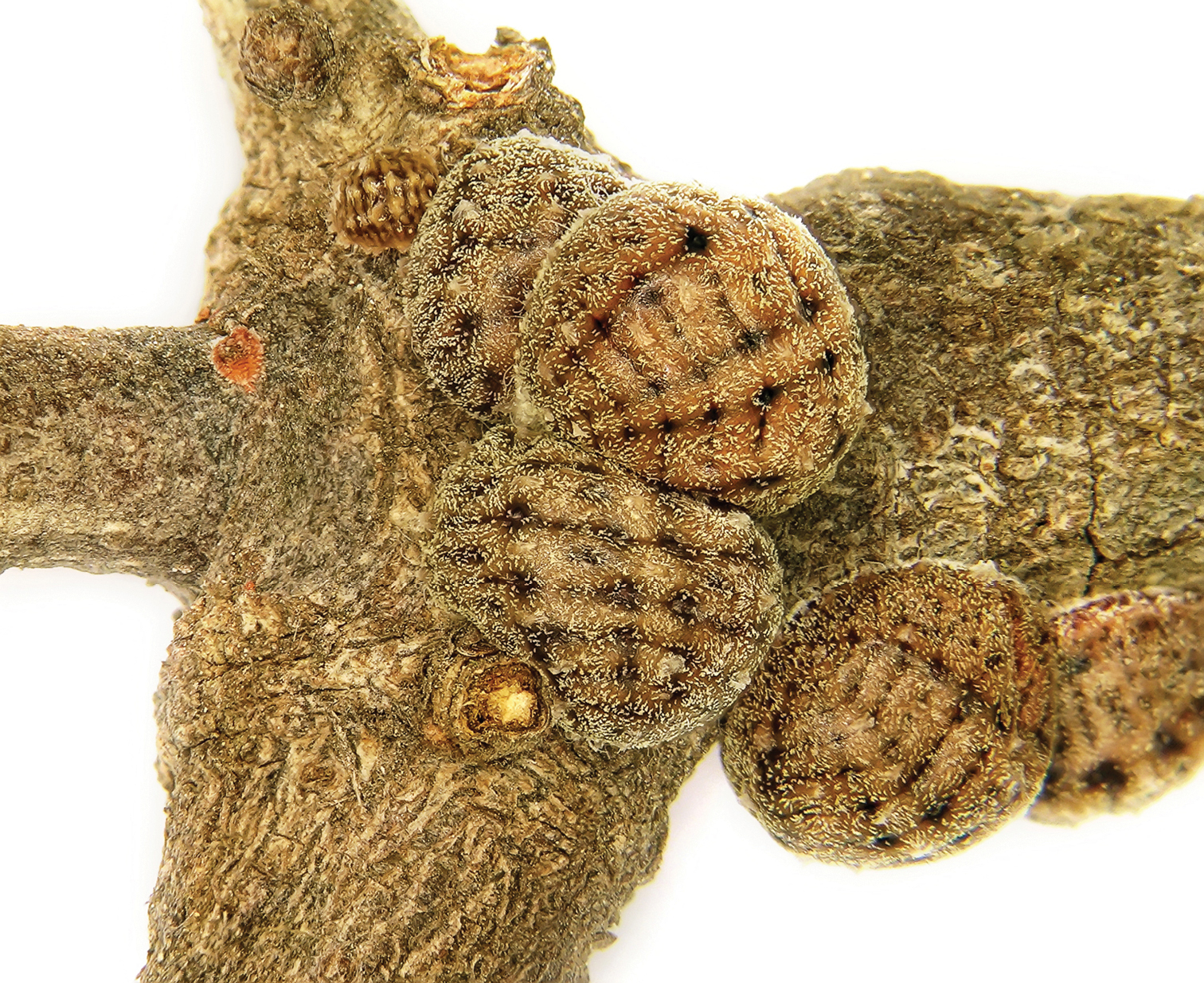
Kermes echinatus

## Quelques espèces
- Kermes bacciformis Leonardi, 1908
- Kermes corticalis (Nassonov, 1908)
- Kermes gibbosus Signoret, 1875
- Kermes ilicis (Linnaeus, 1758)
- Kermes roboris (Fourcroy, 1785)
- Kermes vermilio (Planchon, 1864)